# The Andrews Sisters
Az Andrews Sisters egy népszerű amerikai énekegyüttes volt.

## Tagjai
LaVerne Sophia (kontraalt), Patricia Marie „Patty” (mezzo-szoprán), Maxene Anglyn (szoprán).

## Pályakép
Az Andrews Sisters valódi családi vállalkozás volt a swing és boogie-woogie minden könnyűzenére kiterjedt uralma idején. A korszak egyik legsikeresebb együttese volt.
A minnesotai Andrews-nővérek görög eredetű apa és egy norvégiai anya gyermekei voltak. Az 1918-ban Patty hét éves volt, amikor az együttes megszületett. Patty tizenkét évesenen megnyert egy énekkversenyt. Aztán ő lett az együttes frontembere.
A húszas évek közepétől kezdve léptek föl. A harmincas évektől sikert sikerre halmoztak egyéni, azóta már történelmi stílusukkal.
A második világháború elején már az Andrews Sisters már a legnépszerűbb együttesek egyike volt. A Ekkor gyakren felléptek a harcoló amerikai katonák előtt.
Népszerűségük a rock and roll megszületéséig töretlenül megmaradt. Több mint negyven évig sikeresek voltak. Pályaképük négyszáznál több (75 millió) eladott lemezt jelent.

## Lemezválogatás
- Bei Mir Bist Du Schön (1937)
- Boogie Woogie Bugle Boy (1941)

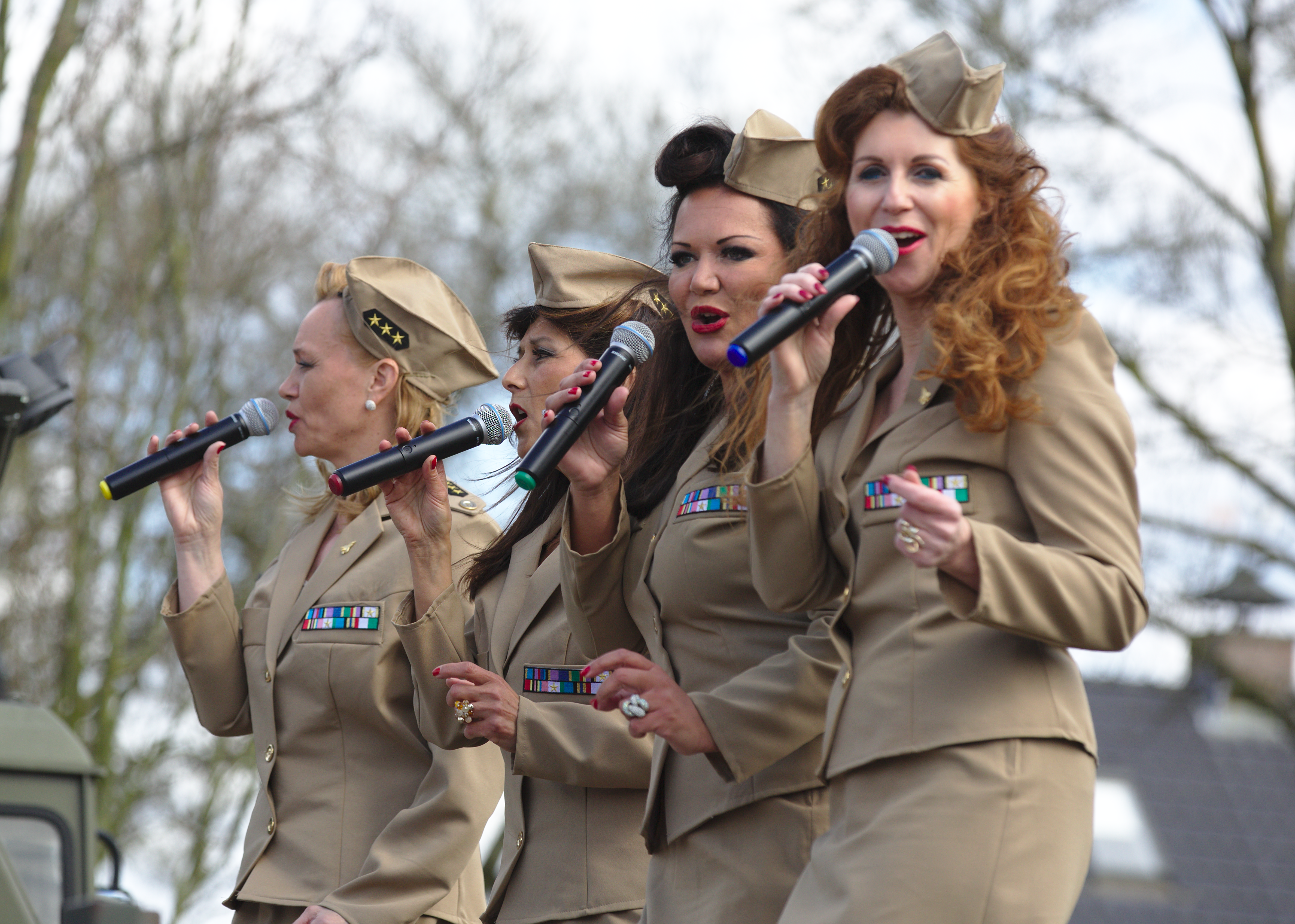
First Canadian Army

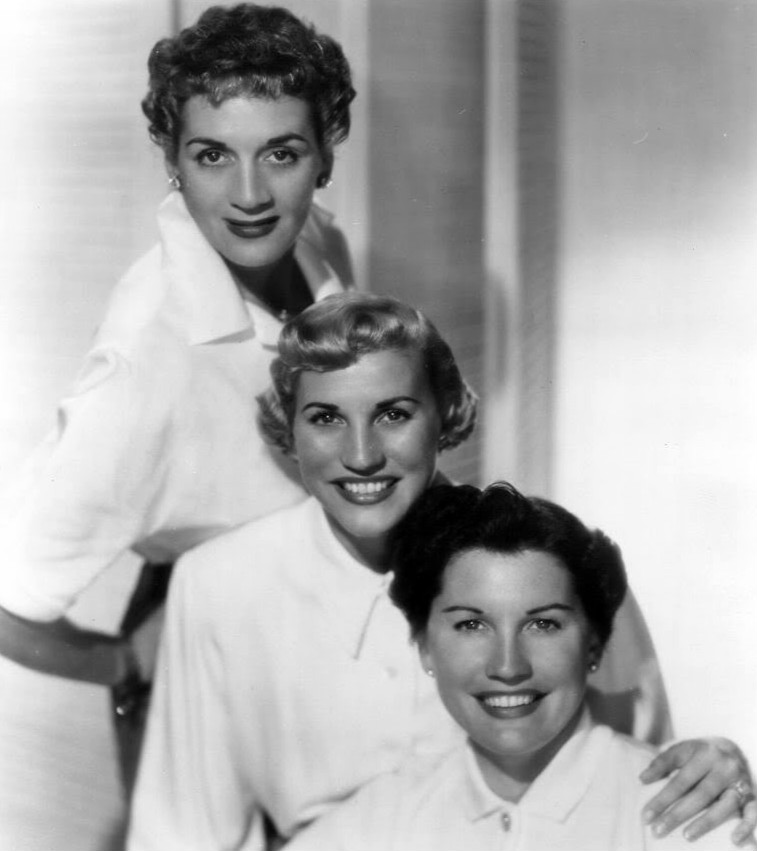
1952

- (I'll Be With You) In Apple Blossom Time (1941)
- Don't Sit Under the Apple Tree (1942)
- Pistol Packin' Mama (1943)
- Shoo-Shoo Baby (1943)
- Straighten Up and Fly Right (1944)
- Rum and Coca-Cola (1945)
- Civilization (Bongo, Bongo, Bongo) (1947)
- Underneath the Arches (1948)
- I Can Dream, Can't I? (1949)

## Filmek
- Argentine Nights (1941)
- Hold that Ghost (1941)
- Buck Privates (1941)
- In the Navy (1941)
- What's Cookin'? (1942)
- Private Buckaroo (1942)
- Five Out Sisters (1942)
- How's About It? (1943)
- Always a Bridesmaid (1943)
- Swingtime Johnny (1944)
- Moonlight and Cactus (1944)
- Hollywood Canteen (1944)
- Follow the Boys (1944)
- Her Lucky Night (1945)
- Make Mine Music (1946)
- Road to Rio (1947)
- Melody Time (1948)
- Brother, Can You Spare a Dime? (1975)

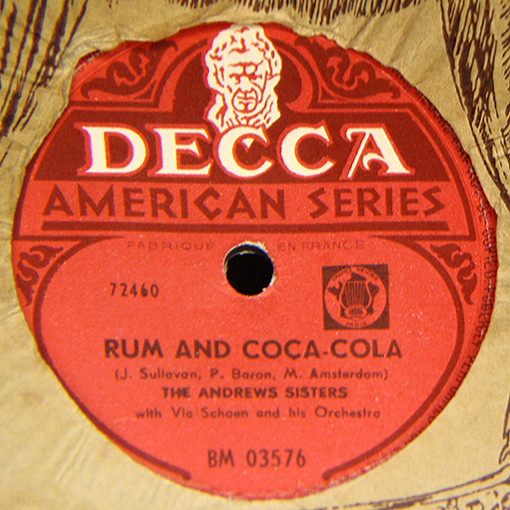
Rum and Coca Cola